# Ciutat Vella
Il quartiere della Ciutat Vella (in italiano: città vecchia) è uno dei dieci distretti in cui è divisa amministrativamente la città di Barcellona. È il distretto numero 1 della città e comprende l'intero centro storico.
Ha un'estensione di 4,49 km² e una popolazione di 111 290 abitanti (dato aggiornato al 2005) ed è il terzo distretto con maggior densità demografica, con 24 786 abitanti per chilometro quadrato.

## Quartieri
I quartieri della Ciutat Vella sono:
- El Raval
- Barri Gòtic
- Sant Pere, Santa Caterina i la Ribera
- La Barceloneta

## Monumenti e luoghi d'interesse
- Plaça Catalunya
- Plaça Reial
- Parco della Cittadella
- Cattedrale di Sant'Eulalia
- Santa María del Mar
- Santa María del Pí
- Palau Güell
- Liceu
- Hospital de la Santa Creu
- Palau de la Música Catalana
- MACBA
- Palau de la Generalitat de Catalunya
- Casa de la Ciutat
- Museu Picasso
- Monumento a Colombo
- Zoo di Barcellona
- Mercat de la Boqueria
- Basilica di Nostra Signora della Misericordia
- Mundial Palace Hotel